# Región de Ali Sabieh
La Región de Ali-Sabieh está situada en el sureste de la República de Yibuti y tiene una superficie de 2400 km², con una población estimada de 90.005 habitantes. En este distrito se ubican tres antiguos campamentos de refugiados somalíes, y es conocido por los problemas que genera la escasez de agua potable en esta zona. 
Las perspectivas de desarrollo de esta región dependen de tres elementos: las actividades relacionadas con el ferrocarril que une a Yibuti y a la República Democrática Federal de Etiopía; la explotación de materiales de construcción (cemento); y el almacenamiento de mercancías en tránsito a Etiopía. La ciudad de Ali Sabieh pasa por un gran auge económico, gracias a la industrialización de la región, favorecida por el presidente Ismail Omar Guelleh. De este modo, Ali Sabieh atrae cierto número de inversores.

## Territorio y población
La extensión de territorio de esta región abarca una superficie de 2400  kilómetros cuadrados, mientras que la población se compone de unos 60.500 residentes. La densidad poblacional es de 25,2 habitantes por kilómetro cuadrado.
- Datos: Q821008
- Multimedia: Ali Sabieh Region / Q821008